# Лопатеві компресори

Рисунок 1 — Компресор відцентровий:
1 — ротор; 2 — корпус нижній; 3 — корпус верхній; 4 — патрубок
всмоктувальний; 5 — діафрагма І ступеня (верхня частина);
6 — діафрагма І ступеня (нижня частина); 7 — дифузор І ступеня
(верхня частина); 8 — дифузор І ступеня (нижня частина);
9 — кришка підшипника; 10 — підшипник; 11 — корпус підшипника;
12 — напівмуфта; 13 — кришка підшипника; 14 — підшипник;
15 — корпус підшипника

У динамічних (лопатевих) компресорах газ перекачується безперервним потоком. Основою конструкції динамічних компресорів є так звана лопатева машина, робочий процес в якій завжди відбувається в результаті руху газу через системи міжлопатевих каналів обертових роторів і нерухомих профільованих каналів компресора.
Продуктивність динамічних компресорів має нелінійну залежність від частоти обертання ротора, і при відносно невеликій частоті обертання ця продуктивність може бути дуже мала.
За конструкцією динамічні компресори бувають:
- відцентрові (радіальні) — рис. 1;
- осьові;
- радіально-осьові (діагональні).